# Timmy 2000
Timmy 2000 – trzeci odcinek czwartego sezonu amerykańskiego animowanego serialu telewizyjnego Miasteczko South Park, premierowy wyemitowany 19 kwietnia 2000 roku na stacji telewizyjnej Comedy Central.
Jest to pięćdziesiąty pierwszy odcinek całej serii, trzeci z czterech odcinków z tytułem kończącym się numerem „2000”.
Fabuła odcinka koncentruje się wokół osoby Timmy'ego, który zostaje wokalistą zespołu rockowego „Timmy and the Lords of the Underworld”.
Scenariusz odcinka napisał współtwórca serialu, Trey Parker. W USA serial przypisano do kategorii wiekowej TV-MA.

## Opis fabuły
Do klasy bohaterów serialu dołącza nowy kolega, psychicznie i fizycznie upośledzone Timmy, który jest w stanie tylko powiedzieć swoje własne imię, wyrażenie „Livin a lie”, czasem pojedyncze słowa. Pan Garrison i dyrektor Victoria nie zdają sobie sprawy z upośledzenia Timmiego, a pan Mackey sugeruje, że Timmy może cierpieć na ADHD. Wysyłają go do lekarza, który diagnozuje tę chorobę w bardzo dziwny sposób (czytając książkę Wielki Gatsby w całości, a następnie zadając losowo jedno pytanie z prośbą o przywołanie szczegółu z książki). Dzięki diagnoie Timmy uwalnia się od obowiązku wykonywania wszystkich prac domowych, co sprawia, że wszystkie inne dzieci w klasie twierdzą, że też mają ADHD. Wszystkie one szybko zostają zdiagnozowane przy pomocy tej samej metody co Timmy, w wyniku czego wszystkim zostaje przepisany lek Ritalin.
Bez ciężaru prac domowych Timmy znajduje nową rozrywkę, zostając wokalistą zespołu „The Lords of the Underworld” (w skład którego wchodzi jeszcze były chłopak Shelley Marsh – Skyler, i jego dwóch przyjaciół, którzy pojawili się wcześniej w odcinku Cat Orgy). Zespół odnosi natychmiastowy sukces ze względu na inność Timmiego. Jednak wiele osób jest zdenerwowanych i zniesmaczonych, jak im się wydaje „wykorzystywaniem” i „nabijaniem się” z Timmiego. Phil Collins w szczególności jest niezadowolony z nowego zespołu, który został wybranym, zamiast niego, gwiazdą festiwalu Lollapalooza.
Pozostali chłopcy zaczynają zażywać lek Ritalin, co czyni ich bardzo spokojnymi i nudnymi. Cartmana dotyka efekt uboczny, który powoduje, że ten widzi różowe potwory z twarzą Christiny Aquilery (jeden z nich powoduje przypadkowo śmierć Kenny'ego). Wkrótce dorośli członkowie rodzin dzieci także zaczynają zażywać Ritalin.
Tymczasem Phil Collins próbuje skłócić Timmiego i resztę jego zespołu. Najpierw przez odwoływanie się do rodziców Timmiego, Richarda i Helen (którzy przejawiają podobne objawy upośledzenia umysłowego i fizycznego co ich syn), a później wmawia gitarzyście, Skylerowi, że Timmy kradnie należną mu sławę i ogranicza jego karierę. Skyler opuszcza zespół, który zostaje następnie wycofany z festiwalu. Collins odzyskuje miejsce gwiazdy festiwalu, a Skyler rozpoczyna solowy projekt muzyczny.
W międzyczasie, Chef próbuje przekonuje rodziców, że są inne metody walki z ADHD niż leki, ale będący pod wpływem Ritalinu rodzice zdają się nie rozumieć jego argumentów i punktu widzenia. Po dowiedzeniu się, że dzieci chcą iść na koncert by zobaczyć występ Collinsa, Chef postanawia zmierzyć się z farmaceutą i lekarzem. Po przyłapaniu obu na liczeniu zysków ze sprzedaży Ritalinu, Chef ze złością mówi im, że są odpowiedzialni za doprowadzenie dzieci do stanu, w którym są tak zmanierowane i nudne, że lubią muzykę Collinsa. Sprawia to, że farmaceuta i lekarz zdają sobie sprawę z krzywd jakie wyrządzili i proponują wyjście z sytuacji – podanie dzieciom antidotum o nazwie „Ritalout”.
Po podaniu dzieciom „Ritalout” ukrytego w lemonadzie działanie Ritalinu ustępuje, dzieci zdają sobie sprawę, że Collins, według słów Stana, „ssie dupę” i zostaje on wygwizdany ze sceny, a tłum zaczyna domagać się występu Timmiego. Zespół po rozmowie ze Skylerem jednoczy się ponownie i daje koncert, podczas którego widać niesionego przez tłum, krzyczącego „zostawcie mnie!” Collinsa ze statuetką Oscara, wepchniętą w odbyt.

## Celebryci pojawiający się w odcinku

### Phil Collins
Collins przedstawiony jest w odcinku serialu jako postać ubrana w białą koszulę i niebieskie spodnie, w każdej ze scen trzyma w rękach Oscara. Autorzy sugerują, że sam jest osobą niepełnosprawną – gdy Collins wypowiada słowa „uważam, że nie powinniśmy śmiać się z osób niepełnosprawnych!” za jego plecami pojawia się ubrana w smoking postać, która śmieje się głośno wskazując palcem na Collinsa. Autorzy nawiązują też do życia prywatnego Collinsa – w czasie sceny imitującej program MTV prowadzący, Kurt Loder, wypowiada słowa:

Phil Collins donosi, że nowy zespół, naśmiewający się z niepełnosprawnego nie powinien być dopuszczony do gry na Lalapalablalala i przysięga, że zrobi wszystko co w jego mocy, by to zatrzymać. Przy okazji, Phil Collins rozwiódł się ze swoją żoną wysyłając do niej faks a potem poślubił 27-latkę.

### Kurt Loder
Loder pojawia się w scenie imitującej program Wiadomości MTV. Przedstawiony jest jako wyraźnie zmanierowany i zmęczony, palący papierosa człowiek w czerni, rozpoczynający program słowami:

Dlaczego ja to nadal robię? Jestem chyba najstarszą osobą pracującą w tej stacji, od co najmniej 40 lat.

## Odniesienia kulturowe
Phil Collins w każdej scenie przedstawiony jest ze statuetką Oscara w dłoniach. Jest to odniesienie do wygrania przez niego tej nagrody w 1999 za piosenkę You'll Be In My Heart („Będziesz w moim sercu”, w serialu przedstawionej jako „Będziesz we mnie”) – inną mianowaną podczas tej ceremonii piosenką była „Blame Canada” z filmu Miasteczko South Park.

## Wpływ na kulturę
Zawarta w odcinku piosenka „Timmy and the Lords of the Underworld” została wydana jako singel 5 września 2000 roku przez wytwórnię Sony. Strona B singla zawiera piosenkę „Timmy Livin' A Lie”, a singel dostępny jest w sprzedaży m.in. w serwisie Amazon.com, gdzie uzyskał ocenę 4,3/5 (na podstawie 12 recenzji).
Piosenka ta zawarta jest też w grze Rock band, jako jedna z 13tu piosenek bonusowych.
Zarówno wersja singlowa, jak i zamieszczona w grze są rozszerzone i dłuższe w stosunku do wersji przedstawionej w serialu, a tekst piosenki - uzupełniony o nowe wersy, takie jak

And when girls start to sleep with girls

Timmah livin a lie!

I pledge allegiance to the flag....

## Kwestia niepełnosprawności
„Timmy 2000” jest jednym z trzech odcinków serialu opisanym w pracy „Deconstructing Disability”, którego autorami są John Reid-Hresko oraz D. Kim Reid. Autorzy pracy zwracają uwagę na fakt przedstawienia przez twórców serialu kwestii niepełnosprawności w kontekście problemu społecznego, a nie tylko niepełnosprawności pojedynczej osoby. Autorzy pracy zaznaczają też, że twórcy serialu poruszają w nim istotną dla osób niepełnosprawnych kwestią odbierania ich przez społeczeństwo, poprzez pokazanie różnych reakcji na publiczne występy Timmiego – od optymistycznego i życzliwego przyjęcia, przez obojętność po uczucie dyskomfortu powodowanego obecnością osoby niepełnosprawnej. Autorzy pracy przywołując m.in. słowa Stana wypowiedziane pod koniec odcinka – „the cool thing about Timmy being in a band was that he was in your face, and you had to deal with him whether you laughed or cried or felt nothing!”.